# Dictya sabroskyi
Dictya sabroskyi är en tvåvingeart som beskrevs av Steyskal 1938. Dictya sabroskyi ingår i släktet Dictya och familjen kärrflugor. Inga underarter finns listade i Catalogue of Life.